# Yersinia enterocolitica
La Yersinia enterocolitica és un bacteri gramnegatiu en forma de coc que pertany a la família Enterobacteriaceae. Es tracta d'un bacteri psicòtrof, és a dir, que creix a temperatures baixes (pot créixer a temperatures de refrigeració) i continua essent viable a temperatures de congelació. És sensible al tractament tèrmic, es destrueix a una temperatura de 71,8 °C. A 22-25 °C és mòbil gràcies als seus flagels perítrics, però no ho és a 37 °C.
És un bacteri anaerobi facultatiu, de manera que pot viure tant en condicions d'oxigen com en aliments envasats amb atmosfera modificada. A més a més, creix en un ampli marge de pH. És fermentador, però no fermenta lactosa, sinó que fermenta ureasa i catalasa positiu i oxidasa negatiu. No genera espores.
Aquest microorganisme causa la yersiniosi, malaltia transmesa per animals i pot infectar vaques, cérvols, porcs i aus.

## Reservori
El reservori principal de Yersinia enterocolitica és el porc i, per tant, aquest és el principal vehicle de transmissió del bacteri als humans (zoonosi). És present a la cavitat oral dels porcs, sobretot en les amígdales, però també a les femtes i al tracte gastrointestinal. El principal biotip de Y. enterocolitica a la carn de porc és el 1A, tot i que també s'hi ha identificat el biotip 2, concretament el serotip O:9. Les amígdales són la principal font de contaminació a els escorxadors.
La majoria de soques aïllades no han estat catalogades com a patògenes. Als animals, les infeccions per Y. enterocolitica són, normalment, asimptomàtiques. En el dels porcs, no s'hi observen símptomes, excepte en els individus de menys de vuit setmanes, en els quals es troben casos de diarrea.
No s'ha trobat cap Yersinia que pertanyi a la microbiota humana.

## Condicions de supervivència
El problema que dona Yersinia enterocolitica al sector alimentari és degut a les seves condiciones de supervivència: és un organisme psicòtrof, de manera que pot créixer a temperatures baixes de refrigeració (inferior a 4 °C) i en envasos al buit. A més, continuen sent viables a temperatures de congelació. Una altra característica de Y. enterocoltica és la tolerància al pH; té una major tolerància a pH bàsic (fins a 10) als pH àcids (fins a 4).

## Transmissió
La transmissió és a partir del productes carnis provinents del porc, ja siguin cuits, parcialment cuits o crus.
La transmissió es dona a través dels aliments per diverses vies. Pot ser en l'origen de l'aliment, per una falta d'higiene en les explotacions ramaderes o en la manipulació del aliments derivats dels animals. També pot transmetre's durant la manipulació i processament, per una manca d'higiene o una manipulació incorrecta de l'aliment. Es pot donar una contaminació creuada en els escorxadors, en les fases posteriors de transformació dels aliments, i en la preparació i cuinat del aliments. També pot donar-se que els manipuladors dels aliments siguin portadors del bacteri i, per una mala manipulació o manca d'higiene, contaminin els aliments.
La transmissió també pot donar-se pel consum de carn de boví, oví i cabrum, llet contaminada i aigua no tractada. S'ha descrit la contaminació d'aliments per part dels manipuladors però, tot i així, la transmissió de persona a persona és molt poc comuna. Els grups més sensibles a la infecció són els nens menors de 10 anys, les persones majors de 65 anys i els pacients immunodeprimits.

## Factors de risc
Des de l'engreix dels porcs fins al processament dels aliments, els factors de risc varien. Durant l'engreix dels animals porcins, l'amuntegament en estabulació afavoreix contagis a partir de porcs portadors sans. Hi pot haver contaminacions creuades per part de les manipulacions dels operaris i estris. La contaminació fecal en els abeuradors i en el pinsos són també factors de risc.
Durant el sacrifici i el treball a l'escorxador, la incorrecta manipulació de les amígdales, els ganglis submaxilars i la llengua (principals reservoris dins del porc) i l'absència de la lligadura de l'esòfag o del recte, o d'altres errades en la evisceració amb relació a la sortida del contingut gastrointestinal poden afavorir la transmissió del bacteri.
Durant el processament d'aliments, la manca de cuinat o escalfament dels aliments contaminats, permetrà la supervivència del microorganisme. A més, hi por haver contaminació creuada a partir de les matèries primeres crues, mans dels manipuladors, superfícies i estris durant el processament dels aliments. La manca d'una neteja eficient de mans, superfícies i estris després de la manipulació aliments contaminats amb el patogen també n'afavoreix la transmissió.

## Virulència
Després de la ingestió oral, Yersinia enterocolitica passa per l'estómac i posteriorment arriba a l'intestí, on travessa l'epiteli mitjançant reconeixement antigen a través de les cèl·lules M. L'entrada a l'epiteli provoca la secreció de citocines proinflamatòries, que fan que vinguin els neutròfils. Després proliferen a la capa inferior del teixit limfoide i es disseminen als nòduls limfàtics mesentèrics, al fetge, etc. L'etapa essencial de la patogènesi correspon a la colonització del tracte intestinal, on es donen la majoria dels efectes patogènics i manifestacions clíniques però Y. enterocolitica utilitza un ampli rang de factors de virulència que bé poden estar codificats al seu cromosoma o al plasmidi de virulència pYV, i guien el patogen durant la invasió, supervivència i posterior disseminació cap als altres teixits, depenent de la temperatura i concentració de calci.
Una de les propietats més rellevants de Yersinia enterocolítica pel que fa a la virulència consisteix en els particulars i eficaços mecanismes que impedeixen la fagocitosi i són capaços de regular la resposta immunològica de l'hoste. S'han descrit un conjunt de proteïnes bacterianes que intervenen en el procés, algunes codificades pel plasmidi pYV i altres només s'expressen depenent d'aquest, que són les YOP (de l'anglès Yersinia enterocolitica plasmid-encoded outer proteins) .

### Plasmidi pYV
El plasmidi pYV té una mida aproximada de 64-75 kb i és el marcador de virulència més conegut i important de Yersinia enterocolitica. Tots els seus biotips són capaços d'invadir la mucosa intestinal però només les soques amb el plasmidi poden migrar de les places de Peyer fins als nodes limfàtics i altres òrgans interns, on es multipliquen i poden produir necrosi dels teixits. Els biotips que tenen aquest plasmidi, a més també tenen en el seu genoma una illa de patogenicitat (HPI, de l'anglès high-pathogenicity island) associat al sistema d'adquisició de metalls amb la qual es regula (per condicions limitants de metall).
Molts dels gens que són directament responsables de la virulència de Y. enterocolitica estan situats en aquests plasmidis i codifiquen aproximadament 50 proteïnes. Les més importants, quant a virulència, són: Inva, una adesina que s'uneix als receptors i indueix la transcitosi per la capa d'epiteli intestinal; YadA, un factor de virulència que promou la unió d'una matriu extracel·lular de proteïnes, com col·lagen i fibronectina i proporciona a Yersinia protecció contra la lisi pel sistema del complement i la fagocitosi, i Ysc T3SS (Type III secretion sistem), que ajuden a resistir contra neutròfils i macròfags assistint a les YOP.

### Proteïnes de membrana externa deYersinia(YOP)
Inicialment es van identificar per error com a simples proteïnes de membrana externa de Yersinia spp. (YOP) i d'aquí el seu nom. La síntesi de les YOP és depenent del plasmidi de virulència pYV, i la seva regió core esta ocupada primordialment per els gens YOP i VIR, que participen en l'expressió i secreció dels primers. Les YOP poden ser injectades directament al citoplasma de la cèl·lula hoste, en comptes de ser alliberades al medi extracel·lular. YopE i YopH no son tòxiques quan s'afegeixen a cultius cel·lulars de mamífers però sí que ocasionen la mort de les cèl·lules eucariotes en les quals els bacteris adherits segreguen les toxines. Es poden classificar en tres classes funcionals i mecanismes moleculars:

#### Proteïnes incrustables en el citoesquelet de les cèl·lules eucariotes
YopE: obstaculitza els reordenaments d'actina associats als encorbaments macrofàgics del microorganisme. Origina el despreniment i la mort de les cèl·lules adherides i també anul·la qualsevol inici de l'apoptosi.

#### Interfereixen senyals de transducció en les cèl·lules hostes
Aquestes responen a senyals ambientals, estimulen l'activació/desactivació de certes proteïnes que tenen receptors moduladors de diverses funcions cel·lulars, com la fosforilació/ desfosforilació de proteïnes. Les fosforilacions de residus de tirosina o altres, per part de YopH a tirosin-fosfatasa i YpkA com a serintreonincinasa són essencials en la regulació, ja que poden alterar els mecanismes de senyalització de la cèl·lula hoste, funcions destinades també a la neutralització de la fagocitosi, ja que alteren els senyals que normalment atraurien les cèl·lules fagocítiques cap a regions anatòmiques infectades.
YopM inhibeix l'agregació plaquetària i conseqüentment l'alliberació de les citosines per part de les plaquetes activades.

#### Mediadors del processament i l'excreció de proteïnes contingudes en les dues classes anteriors
Aquestes també són decisives per la virulència de Yersinia Enterocolitica i inclouen Yop B, YopD, Ysc i LcrV.

### Serotips
Hi ha 6 biotips de Yersinia enterocolitica: 1A, 1B, 2, 3, 4, i 5. El biotip 1A es considera com a no patogen, tot i que hi ha evidències epidemiològiques, clíniques i experimentals que suggereixen que alguns brots han estat causats per aquest. El Biotip 1B es considera un dels més patògens per a l'ésser humà. Una de les soques més estudiades pel que fa a factors de virulència i patogènesi és Y. enterocolitica 1B/O:8.
Es coneixen de 57 serogrups basats en els antígens O, les soques humanes més comunament aïllades són els serogrups O:3, O:5, O:8 i O:9, i es transmeten principalment a través de l'aigua o aliments contaminats.
S'ha demostrat que hi ha una relació creuada entre els antígens comuns de Yersinia enterocolitica O:9 i espècies de Brucella, ja que tenen determinants antígens comuns, situats en la cadena O del lipopolisacàrid de ambdues espècies, fet que pot generar falsos positius en el diagnòstic diferencial de Y. enterocolitica per mètodes serològics.

### Toxines
L'enterotoxina Yst és també un dels factors determinants de la virulència de Yersinia enterocolitica. Correspon a una cadena polipeptídica composta per 30 aminoàcids, on hi destaquem l'Aminoàcid 30 C-terminal com a domini indicador de la maduresa de la toxina i a l'aminoàcid 18 N-terminal trobem una seqüència que és tallada durant el transport a través de la membrana plasmàtica. Aquesta enterotoxina és resistent a la calor. Recentment, han estat descobertes 3 tipus d'Enterotoxina YstI (A, B i C). De la toxina YstII no es coneix del tot la seva funció, malgrat que se sap que és una enterotoxina biològicament activa amb un mecanisme d'acció totalment diferent i un codi genètic no identificat.
YstIA és una enterotoxina termoestable essencial per la virulència de Yersinia. YstIB és produïda per biotips 1A. I YstIC és una proteïna de 53 aminoàcids produïda rarament per biotips 1B. És un 50 per cent similar a YstIA.

## Yersiniosi
La yersiniosi és la infecció causada pel gènere Yersinia comunament per la Yersinia enterocolitica.

### Patogènesi
El microorganisme susceptible de produir malalties és patogènic i la seva patogenicitat pot tenir una intensitat variable en funció de la seva virulència, entenent com a tal la capacitat de penetració (invasió), l'adhesió als teixits i la multiplicació en l'hoste.
Yersinia enterocolitica té endotoxines: lipopolisacàrid relativament estable a la natura, present només en bacteris gramnegatius, alliberat per lisi, no antigènic i moderadament tòxic (Enterobacteria). Els enzims ajuden a la penetració dels microorganismes en actuar sobre els teixits de l'hoste, en aquest cas envaint la mucosa intestinal.
El bacteri penetra en l'hoste humà a través d'aliments contaminats i envaeix les cèl·lules M de plaques de Peyer. El procés d'invasió i els seus efectes en la cèl·lula hoste depenen d'una àmplia gamma de factors de virulència que es despleguen sota una complexa regulació genètica i ambiental.
Una característica comuna de les espècies patògenes de Yersinia és la seva capacitat per suportar la destrucció per fagocitosi. Aquesta propietat es basa en el sistema de secreció tipus III. Quan entra en contacte amb les cèl·lules fagocítiques, els bacteris secreten proteïnes en el fagòcit que desfosforila diverses proteïnes que són necessàries per a la fagocitosi (producte genètic yopH), indueixen la citotoxicitat a través de l'alteració dels filaments d'actina i inicien l'apoptosi en els macròfags. El sistema de secreció tipus III també inhibeix la producció de citocines, reduint així la resposta inflamatòria immune a la infecció.
1. Yersinia enterocolitica passa a través de les cèl·lules de l'epiteli intestinal per mitjà de la via de les cèl·lules de la submucosa.
2. Els macròfags de la submucosa fagociten el patogen i entren al sistema limfàtic arribant així als ganglis limfàtics mesentèrics (MLN, de l'anglès mesenteric lymph node).
3. Alternativament, els bacteris poden ser empassats per cèl·lules M.
4. Un cop a les plaques de Peyer, formen microcolònies i comença la replicació.
5. Finalment, les cèl·lules bacterianes estan als MLN i també poden formar microcolònies i permetre la replicació.[10]

Hi ha sis biotips de Yersinia enterocolitica: 1A, 1B, 2, 3, 4 i 5. Els biotipus 1B, 2, 3, 4 i 5 es consideren patògens per a humans i animals. Les soques de biotip 1A es consideren no patògenes, encara que poden tenir potencial patogènic; de fet, alguns brots causats per Y. enterocolitica s' han associat amb el biotip 1A.
La patogenicitat de Yersinia enterocolitica s'associa amb la presència de factors de virulència codificats tant en un plasmidi com en el cromosoma. Els biotips patògens (1B, 2, 3, 4 i 5) tenen el plasmidi pYV (Yersinia Virulence), de 70 kb, que conté gens que codifiquen factors de patogenicitat i són essencials per a la seva virulència.
- Gen yadA codifica la proteïna YadA (Yersinia Adhesin A) que permet l'adhesió i invasió de les cèl·lules.
- Gen yop codifica la producció de proteïnes Yop (Yersinia outer membrane proteins), proteïnes que determinen la resistència del bacteri al sistema immunitari.
- Gen ysc codifica la producció de proteïnes Ysc (Yersinia secretion complex).
- virF és un regulador transcripcional d'altres gens plasmídics (Yersinia virulence).[4]

Les soques patògenes que tenen el plasmidi pYV tenen propietats comunes com ara requerir calci per al creixement, la capacitat d'absorbir colorant vermell del Congo i l'autoaglutinació.
A més, les soques patògenes tenen gens cromosòmics que codifiquen factors de virulència, i més estables que els situats en el plasmidi pYV. Aquests gens inclouen:
- Gen ail, que codifica la producció de la proteïna ail (attachment-invasion locus), proteïna de membrana externa necessària per l'adhesió i entrada a las cèl·lules.
- Gen inv, que codifica la producció d'una proteïna (invasin) requerida pel bacteri per la translocació (pas) a través de les cèl·lules.
- Gen myfA (mucoid Yersinia fibrillae A) codifica la producció de fímbries per a l'adhesió.
- Gens ystA, ystB y ystC (Yersinia heat-stable enterotoxin) codificant la producció d'enterotoxines termoestables de Y. enterocolitica A, B i C, respectivament.[4]

El biotip 1B és considerat com un dels més patògens per als éssers humans.
Yersinia enterocolitica va ser el primer microorganisme patogènic que documentava la virulència mediada per plasmidis i es van clonar les internalinas (invasinas, etc).

### Quadre clínic
Yersinia enterocolítica provoca un quadre clínic de gastroenteritis aguda caracteritzada per diarrea líquida (de vegades acompanyada de moc i sang), amb la presència de leucòcits polimorfonuclears (neutròfils, eosinòfils i basòfils) a la femta, apareixen evacuacions intestinals després de 3-7 dies de contacte amb el bacteri, produeix enterocolitis sovint en els nens, però pot manifestar-se a qualsevol edat. Pot anar acompanyada de febre (normalment inferior a 40 °C), dolor abdominal generalment amb un desenvolupament autolimitat, nàusees i vòmits.
En general, la malaltia té un període d'incubació que varia d'1 a 3 setmanes. L'eliminació fecal del microorganisme es prolonga (per alguns serotips), i pot durar de 2 a 3 mesos. La infecció pot conduir a un quadre clínic variat, que pot variar des d'un procés autolimitant que es manifesta només per diarrea fins una sèpsia.
Es poden descriure diverses complicacions com limfadenitis mesentèrica, ileïtis terminal i apendicitis, ja que diversos antígens de superfície de Yersinia enterocolitica tenen semblança amb els de la membrana cel·lular humana, alteracions de tipus autoimmunitari com la tiroïditis, artritis reactiva, síndrome de Reiter, eritema nodós, carditis i glomerulopaties, especialment en adults i principalment en dones. Aquestes alteracions es demostren per la presència d'anticossos contra Y. enterocolítica.

### Diagnòstic microbiològic
El cultiu de femta es coneix com a coprocultiu i permet l'aïllament d'enterobacteris que, amb freqüència, són causa de quadres diarreics com el de Y. enterocolitica.
L'observació amb microscopi és laboriosa i inespecífica, per la qual cosa només es realitzarà a petició en casos de sospita d'enteritis invasiva. La tinció amb blau de metilè s'utilitza per a l'observació de leucòcits. La tinció de Gram es pot utilitzar per guiar el diagnòstic observant microorganismes de morfologia distingible, encara que té molt baixa sensibilitat i especificitat.
Yersinia enterocolitica és un bacil gramnegatiu, amb vores arrodonides, no produeix una càpsula gruixuda i no forma espores, no és capaç de retenir el tint de cristall violeta després de la decoloració i es tenyeixen de rosa-vermell amb el tint safranina.
Sempre s'ha d'investigar la presència d'un bacil gramnegatiu enteropatogen distribuït universalment. Per a aquest propòsit s'utilitzaran diferents medis de cultiu.
Identificació en medis de cultiu
Yersinia enterocolitica creix en agar MacConkey i agar SS (on forma colònies transparents), en agar entèric de Hektoen (les colònies són de color salmó, ja que fermenta la sacarosa) i en agar XLD (on forma colònies grogues ja que fermenta la xilosa). Creix més lentament que la resta d'enterobacteris a 37 °C, les colònies són molt petites i poden passar desapercebudes. Per millorar la seva recuperació s'utilitzen medis selectius i diferencials, com l'agar CIN que incorpora cefsulodina, irgasan, novobiocina i manitol, colònies amb centres de color vermell fosc envoltats d'un halo translúcid, a les 48 hores. Els mètodes d'enriquiment no són rendibles per al diagnòstic de la diarrea, ja que no incrementa significativament la recuperació de fenotips patògens de Y. enterocolitica. No totes les soques aïllades tenen importància clínica, el que fa aconsellable estudiar els marcadors epidemiològics (serotipificació, biotipificació, fagotipificació) per ajudar a caracteritzar-lo.
Yersinia enterocolitica té serotips patògens i no patògens. Poden diferenciar-se perquè els primers fan la prova pirazinamidasa, la fermentació de salicina i la hidròlisisd'esculina són positives, mentre que en el no patogènic, les tres proves són negatives.
Resultat de les principals proves bioquímiques de Yersinia enterocolitica:
- Catalasa positiva.
- Oxidasa negativa.
- Reducció de nitrats positiva.
- Fermentació de glucosa positiva.
- Agar TSI (triple sugar iron): fermentació de glucosa i lactosa positiva.
- Lactosa negativa.
- Fermentació de xilosa: resultat variable (26-75%).
- Fermentació de trehalosa positiva.
- Producció de àcid sulfhídric negativa.
- Indol (habilitat de l'organisme de trencar l'indol de l'aminoàcid triptofan): resultat variable (26-75%).
- Reacció roig de metilè (RM) positiva.
- Prova de Voges-Proskauer negativa (algunes soques donen reaccions positives addicionals).
- Citrat de Simmons negativa.
- Arginina dihidrolasa negativa.
- Ureasa: resultat variable (26-75%).
- Fenilalanina desaminasa negativa.
- DNAasa a 25 °C negativa.
- Utilització de malonat negativa.
- ONPG (Orto-nitrofenil-β-D-galactopiranòsid) positiva.
- Mobilitat a 22 °C positiva.
- Mobilitat a 37 °C negativa.
- Pirazinamidasa positiva.
- Fermentació de salicina positiva.
- Hidròlisis de esculina positiva.

### Tractament
La susceptibilitat als antibiòtics en l'aïllament d'enteropatogenesi ve determinada pel mètode de difusió en disc en plaques d'agar Mueller-Hinton utilitzant inòculs de calibratge de l'escala de McFarland amb els següents antibiòtics: ampicil·lina (AM), amoxicil·lina (AC), cloramfenicol (C), tetraciclina (T), cefalexina (CN), trimetoprim/sulfametozasol (STX), ceftazidima (CAZ), ceftriaxona (CRO), gentamicina (GN), amikacina (AK), cefuroxima (CXM), ciprofloxacina (CIP) i meropenem (MER).
La majoria de soques de Yersinia enterocolitica aïllades al nostre país són resistents a: ampicil·lina, cloramfenicol i cotrimoxazole, encara que sensible a les cefalosporines d'ampli espectre, aminoglucòsids, fluoroquinolones i tetraciclines. No obstant això, no es confirma la utilitat clínica del tractament antibiòtic en diarrea sense complicacions.

### Prevenció
Yersinia enterocolitica es distribueix àmpliament a la naturalesa, amb característiques específiques per al seu desenvolupament com són: creixen a baixes temperatures, permeten un ampli rang de pH, entre d'altres, les mesures per prevenir la infecció per aquest microorganisme s'han de seguir correctament.
El contacte amb animals domèstics i de granja, els seus excrements o materials contaminats per ells, pot explicar gairebé totes les infeccions en humans.
Les mesures preventives són les necessàries per a qualsevol procés infecciós intestinal. Per a la comunitat: rentar-se les mans després d'anar al lavabo, l'adequada manipulació de femtes i tractament adequat dels aliments, especialment la llet. Per evitar brots nosocomials, es recomana l'aïllament entèric amb les següents mesures: rentat de mans de personal sanitari en estar en contacte amb el pacient, portant bata i guants quan es contacta amb pacients, i precaució amb femtes en coprocultius positius.
- Eviteu menjar porc cru o poc cuit.

- Consumiu llet o productes làctics pasteuritzats.
- Renteu-vos les mans amb sabó abans de menjar i de preparar els aliments, després del contacte amb els animals, i després de la manipulació de la carn crua.
- Eviteu la contaminació creuada a la cuina.
- Netegeu amb cura tots els taulers i els estris de tall amb sabó i aigua calenta després de la preparació de la carn crua.
- Emmagatzemeu els aliments preparats fins que facin falta.[10]